# Cedar Crest (Nuevo México)
Cedar Crest es un lugar designado por el censo ubicado en el condado de Bernalillo en el estado estadounidense de Nuevo México. En el Censo de 2010 tenía una población de 958 habitantes y una densidad poblacional de 118,59 personas por km².

## Geografía
Cedar Crest se encuentra ubicado en las coordenadas 35°6′53″N 106°22′48″O / 35.11472, -106.38000. Según la Oficina del Censo de los Estados Unidos, Cedar Crest tiene una superficie total de 8.08 km², de la cual 8.08 km² corresponden a tierra firme y (0.03%) 0 km² es agua.

## Demografía
Según el censo de 2010, había 958 personas residiendo en Cedar Crest. La densidad de población era de 118,59 hab./km². De los 958 habitantes, Cedar Crest estaba compuesto por el 86.22% blancos, el 0.42% eran afroamericanos, el 1.25% eran amerindios, el 1.04% eran asiáticos, el 0% eran isleños del Pacífico, el 6.26% eran de otras razas y el 4.8% pertenecían a dos o más razas. Del total de la población el 20.25% eran hispanos o latinos de cualquier raza.